# Селезнёв, Василий Степанович
Василий Степанович Селезнёв — советский хозяйственный, государственный и политический деятель, Герой Социалистического Труда.

## Биография
Родился в 1915 году в деревне Новопокровка. Член КПСС с 1943 года.
С 1940 года — на хозяйственной, общественной и политической работе. В 1940—1975 гг. — старший агроном Колмаковской машинно-тракторной станции Минусинского района, директор Моисеевской МТС Краснотуранского района, работник аппарата Красноярского краевого управления сельского хозяйства, директор Красноярского научно-исследовательского института сельского хозяйства, заведующий сельскохозяйственным отделом Красноярского крайкома КПСС.
Указом Президиума Верховного Совета СССР от 7 января 1948 года присвоено звание Героя Социалистического Труда с вручением ордена Ленина и золотой медали «Серп и Молот».
Умер в Красноярске в 1985 году.